# Kasper Hochfeder
Kasper Hochfeder (ur. XV w., zm. XVI w.) – niemiecki drukarz działający w Krakowie od około 1503 do około 1509.
Kasper Hochfeder urodził się w Bawarii. W latach 1491–1498 był drukarzem w Norymberdze, zaś w latach 1498–1501(?) w Metzu, gdzie drukował książki na zamówienie Jana Hallera (m.in. Questiones de anima Jana z Głogowa).
Prawdopodobnie przed 1503 przeniósł się do Krakowa, gdzie w latach 1503–1505 prowadził własną drukarnię w domu Hallera (pierwsza stała drukarnia na terenie ówczesnej Polski). Wykonywał głównie nakłady Hallera, ale tłoczył też własne druki. Wydrukował wtedy 30–32 książki, głównie podręczniki uniwersyteckie sztuk wyzwolonych oraz księgi liturgiczne. Jednak tylko dwanaście z nich jest sygnowanych jego nazwiskiem. Hochfederowi przypisywany jest druk mszału Missale Vratislaviense z 1505, ale możliwe, że został wydrukowany już po przejęciu drukarni przez Hallera.
We wrześniu 1505 drukarnię Hochfedera przejął Haller. Hochfeder pracował w niej do 1508 lub 1509 jako kierownik techniczny. Następnie powrócił do Metzu, gdzie prowadził drukarnię do 1517.
Wśród badaczy dyskusyjna jest kwestia samodzielności Hochfedera. Cześć badaczy uważa, że był niezależnym drukarzem, posiadającym własną w pełni urządzoną oficynę, którą następnie przekazał Hallerowi. Jednak inni badacze uważają, że Haller posiadł wiedzę drukarską oraz posiadał zasób typograficzny już przed 1500, zaś Hochfeder tylko do niego dołączył.